# البطولات الأسترالاسية 1922 (كرة مضرب)
هنا قائمة بالبطولات الأسترالاسية لكرة المضرب، المعروفة الآن باسم أستراليا المفتوحة لسنة 1922:

## فردي رجال
جيمس أندرسون هزم  جيرالد باترسون 6-0 3-6 3-6 6-3 6-2

## فردي سيدات
مارغريت موليسوورث هزم  إيسنا بويد 6-3, 10-8